# Fischer Gyula (orvos)
Fischer Gyula (Kapolcs, 1838. november 3. – Tapolca, 1917. szeptember 15.) orvos.

## Élete
Egyetemi tanulmányait Bécsben végezte, ahol 1862. december 5-én orvosdoktori oklevelet nyert és rövid ideig a wiedeni kórházban gyakornokoskodott; 1863-ban Nagyvázsonyban, Veszprém vármegyében telepedett le, ahol 1884-ig mint uradalmi orvos működött; ezután Tapolcán folytatta orvosi gyakorlatát. 1901 és 1911 között körorvosként működött.

## Írásai
- Orvosi cikkeket írt a Gyógyászatba (1862. A hagymáz, A máj kóralakjai, 1863. A máj néhány kóralakjai, A váltóláz körüli tapasztalatok, 1864. A lépfene ragály nélkül támadt pokolvar egy esete. A lépfene és fenésgenyesedés, 1867. Idegen test az anyaméhben, 1868. A szivbántalmak kórisméje);
- a Wiener medizinische Halleban (1863. Offenes Sendschreiben an Herrn Prof. Dr. Friedinger, Würmer im äusseren Gehörgange, 1864. Beobachtungen über den ung. Pokolvar);
- a Wiener mediz. Presseben (1865. Angeborener Hirnbruch, 1866. Fall von hophositis mit interm. quotidiana im Puerperium, 1867. Aus der geburtshilflichen Praxis, 1869. Entzündung in Folge ritueller Beschneidung. 1870. Punctio veticae bypag. mit günstigem Erfolg und Ausgang), az Ung. Med. Chirurg. Presseben
- (1866. Zur Diätetik in der Landpraxis, 1869. Einiges über Magenkatarrh. 1870. Angeborne Verengerung der Scheide, Incision, Wehenschwäche, Beschleunigung der Geburt durch interne Mittel);
- egyéb apró cikkek politikai és felekezeti lapokban.

## Művei
- A tüdő higiéniája. Bp. 1907.
- August Forel: A nemi kérdésről. (ford.) 2. Köt. Bp. 1909.